# Katar (betændelse)
 For alternative betydninger, se Katar (flertydig). (Se også artikler, som begynder med Katar)
En katar (af oldgræsk καταρρεῖν katarrhein for 'nedadflydende') er en betændelse i slimhindens overflade, som tydeligst kommer til udtryk ved øget slimproduktion.
Katarer forekommer normalt bag i næsen, i halsen eller i bihulerne. Tilstanden er forbigående, men kan nogle gange vare i flere måneder eller år og kaldes da kronisk katar. En katar er ikke skadelig, og der er flere mulige behandlingsmuligheder, men katarren kan stadig være generende.
Almindelige symptomer ved en katar i luftvejene er, at det føles, som om halsen er blokeret; tilstoppet eller løbende næse, der ikke aftager, en følelse af slim, der løber ned bag i halsen, vedvarende hoste, hovedpine eller smerter i ansigtet, svækket lugte- og smagssans, knitrende ringen for ørerne og midlertidigt tab af hørelsen.
Forskellige typer af katar er blærekatar, luftrørskatar, mavekatar, mellemørekatar, nyrebækkenbetændelse, skedekatar, spiserørskatar, tarmkatar, øjenkatar.